# گواهی تولد

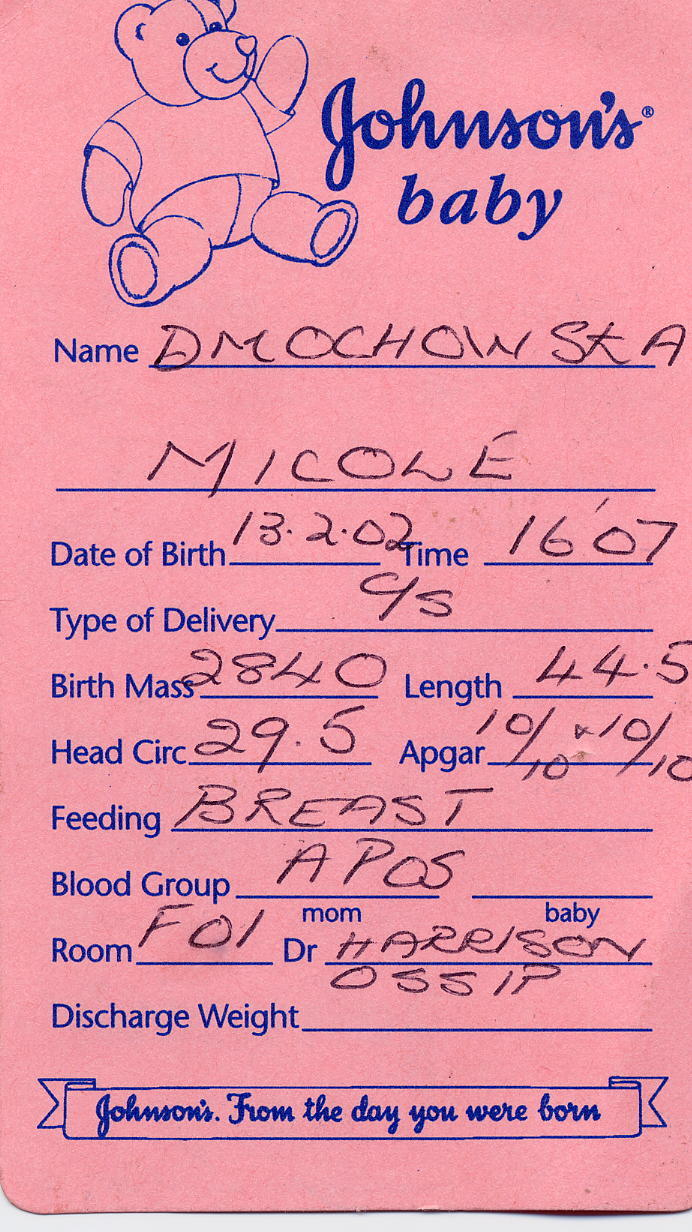
یک گواهی تولد که مشخصات نوزاد روی آن نوشته شده‌است.

گواهی تولد یا گواهی ولادت به سندی گفته می‌شود که تولد یک انسان را تأیید می‌کند. صادرکننده این گواهی معمولاً بیمارستانی است که کودک در آن متولد شده‌است، و در صورتی که کودک در خارج از بیمارستان به‌دنیا بیاید پزشک یا ماما صلاحیت صدور آن را دارند. مطابق قانون ایران، در صورتی که پزشک یا ماما در جریان تولد نباشند، با تأیید ۳ شاهد می‌توان گواهی تولد دریافت کرد. برای دریافت شناسنامه، علاوه بر شناسنامه و سند ازدواج والدین، داشتن گواهی تولد ضروری است. هم‌اکنون نوزادانی که در ایران با رحم جایگزین به‌دنیا می‌آیند، به دلیل این که قانون بیمارستان را موظف به صدور گواهی با نام فرد زایمان‌کننده می‌کند (و مادر بیولوژیک فرد دیگری است) دریافت گواهی تولد با محدودیت‌هایی روبروست.